# E채널
대한민국의 E채널(E Channel)은 티캐스트에서 운영하는 종합 엔터테인먼트 채널이다.
현재는 대한민국의 모든 케이블 TV를 통해 시청할 수 있고, LG유플러스의 U+tv 및 KT의 지니TV를 비롯한, SK브로드밴드의 Btv 등 통신 3사 IPTV 서비스와 디지털 위성방송(KT스카이라이프)을 통해서도 시청할 수 있다.

## 개요
2000년 10월에 정보통신채널로 개국하였으며 닷컴 버블이 꺼지고 한참 뒤인  2005년 10월에 드라마 · 버라이어티 전문 채널로 전환했는데 채널 전환 과정에서 E가 가르키는 의미도  electronics에서 entertainments가 됐다.

## 공시 사항
애국가 송출 시 1995년부터 2009년까지 사용한 SBS의 애국가 멘트를 2010년대 초반까지 송출했었다. 현재는 애국가를 송출하지 않는다.

## 채널 이름 로고 변천사

### 채널 이름
- 2000년 10월 1일 ~ 현재 E채널

### 역대 로고

2008년 ~ 2023년(구 로고)
2023년 ~ 현재(신 로고)

## 방영 프로그램
- 용감한 형사들
- 솔로라서
- 토요일은 밥이 쏜다
- 형, 수다

## 과거 프로그램
- 토요일은 밥이 좋아
- 산으로 가는 예능 - 정상회담
- 실업급여 로맨스
- 미확인 동영상 UFO
- 연애정산쇼 러브옥션
- 특별기자회견2 용감한 기자들
- 대한민국 사건파일 No.5
- 단단한 가족
- 특별기자회견
- 절대그녀
- 당신은 왜 결혼하지 못 했을까
- 살찌면 살빼리
- 최강커플
- 사생결단 1%
- 다이어트 리벤저
- 빅히트
- 포미닛의 Mr. 티처
- DJ DOC의 독한 민박
- 비밀기방 앙심정
- 마초들의 변신 와우맨
- 씨 리얼
- 여자는 다 그래
- CCTV 전담반이 간다
- 작전남녀2 폭탄스캔들
- 기담전설2 소름
- 천하일색 비키니 선수단
- 작전남녀 비만스캔들
- 퓨전해학사극 통하였느냐
- 안티 vs 스타
- 위기의 여자들
- 기담전설
- 비밀노트 여자의 두 얼굴
- 블라인드스토리 주홍글씨
- 홍록기의 애로공감
- 직진의 달인
- 내 딸의 남자들 : 아빠가 보고 있다
- 너에게 나를 보낸다
- 내 딸의 남자들 2 : 아빠가 보고 있다

## 같이 보기
- E Like